# EMA 2015
Ema 2015 je potekala v soboto, 28. februarja 2015, v Studiu 1 RTV Slovenija. Vodili so jo Nejc Šmit, Tinkara Kovač, Darja Švajger in Maja Keuc, dogajanje v zakulisju pa je spremljal Jan Kok. Na njej se je predstavilo 8 skladb. Glasovanje je potekalo v dveh krogih: v prvem krogu je strokovna žirija izbrala dva superfinalista, v superfinalu pa je o zmagovalcu odločilo telefonsko glasovanje.
V spremljevalnem programu so nastopili Nadiya Bichkova, jodlarka Brigita Vrhovnik Dorič, plesna skupina Maestro, Tinkara Kovač (Round and Round, Cuori di ossigeno), Darja Švajger (Rise like a Phoenix) in Maja Keuc (Euphoria).

## Tekmovalne skladbe
Zbiranje skladb je potekalo od 24. novembra do 21. decembra 2014. RTV Slovenija je pripravila javni razpis, nekaj priznanih avtorjev oz. izvajalcev pa je k sodelovanju povabila. Strokovna izborna komisija v sestavi Darja Švajger, Matej Wolf, Aleksander Radić in Jernej Vene je izmed 145 prijav za festival izbrala naslednjih 8:
| #  | Izvajalec            | Naslov skladbe      | Avtorska ekipa (glasba/besedilo/aranžma)                                                                 |
| -- | -------------------- | ------------------- | --- |
| 1. | Alya in Neno Belan   | Misunderstandings   | Neno Belan (g&a), Zvonimir Zrlić (g&a), Tonči Pajkin (b), Žare Pak (a)                                   |
| 2. | Tim Kores - Kori     | Once Too Many Times | Dejan Radičevič (g&a), Tim Kores (b&a)                                                                   |
| 3. | Jana Šušteršič       | Glas srca           | Aleš Klinar (g), Tina Muc (b), Miha Gorše (a)                                                            |
| 4. | I.C.E.               | Vse mogoče          | Jalen Štremfelj (g&a), Renata Mohorič (g&b&a), Matej Sušnik (g&a), Blaž Sotošek (g&a), Tine Janžek (g&a) |
| 5. | Clemens              | Mava to             | Klemen Mramor (g), Tina Muc (b), Miha Gorše (a)                                                          |
| 6. | Maraaya              | Here for You        | Raay (g&b&a), Marjetka Vovk (g), Charlie Mason (b), Art Hunter (a), Tomass Snare (a)                     |
| 7. | Rudi Bučar en Figoni | Šaltinka            | Rudi Bučar (g&b&a), Gaber Radojevič (a)                                                                  |
| 8. | Martina Majerle      | Alive               | Andrej Babić (g&b), Branko Berković (a)                                                                  |

## Glasovanje
Glasovanje je potekalo v dveh krogih. V prvem krogu je strokovna žirija v sestavi Tinkara Kovač, Darja Švajger in Maja Keuc izbrala dva superfinalista: Maraayo in Rudija Bučarja. V superfinalu pa so gledalci za zmagovalca izglasovali duo Maraaya.
Superfinale
| #  | Izvajalec            | Naslov pesmi | Št. glasov (%) |
| -- | -------------------- | ------------ | -------------- |
| 1. | Maraaya              | Here for You | 7.311 (57 %)   |
| 2. | Rudi Bučar en Figoni | Šaltinka     | 5.449 (43 %)   |